# Henryk Szafrański

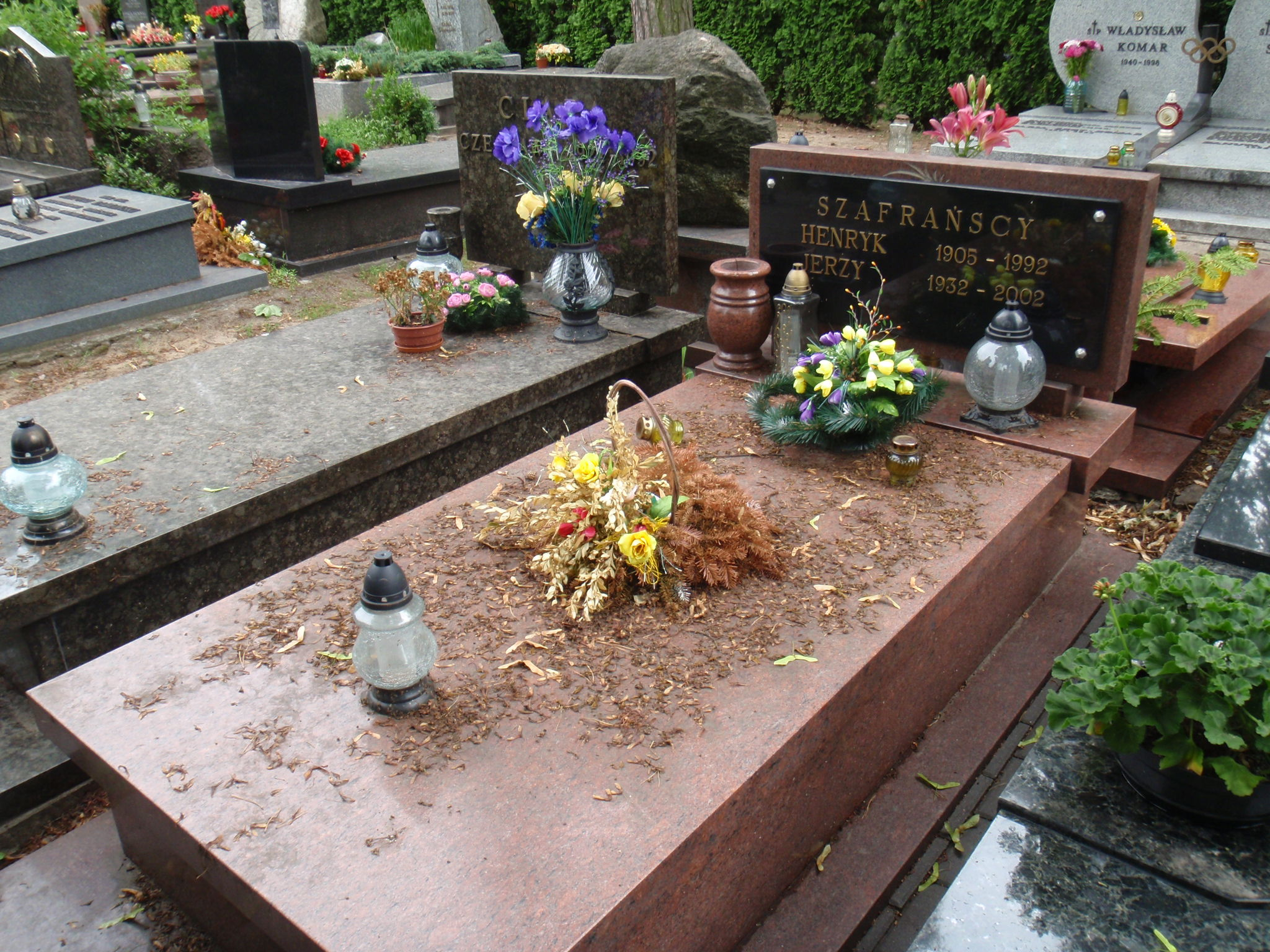
Grób Henryka Szafrańskiego na Cmentarzu Wojskowym na Powązkach w Warszawie

Henryk Szafrański (ur. 1 listopada 1905 w Warszawie, zm. 10 listopada 1992 tamże) – polski inżynier mechanik i polityk. Poseł do Krajowej Rady Narodowej, na Sejm Ustawodawczy oraz Sejm PRL III, IV, V, VI, VII i VIII kadencji. W latach 1971–1985 członek Rady Państwa. Budowniczy Polski Ludowej.

## Życiorys
Syn Stanisława (dozorcy kamienicy na rogu ulic Brackiej i Nowogrodzkiej w Warszawie) i Magdaleny. W 1921 ukończył szkołę rzemieślniczą, gdzie do 1923 pracował jako pomocnik instruktora. W latach 1923–1924 zatrudniony był jako robotnik (stolarz i modelarz w drzewie) w fabryce wagonów Lilpopa. W 1924 podjął pracę w Fabryce Obrabiarek w Pruszkowie oraz (od 1935) w Zakładach „Ursus”, gdzie kontynuował pracę także w okresie okupacji. W latach 1927–1928 odbył służbę w Wojsku Polskim. Uczył się w wieczorowej szkole technicznej. Społecznie udzielał się w Stowarzyszeniu Wychowanków Szkół Zawodowych, gdzie, m.in. pod wpływem Józefa Komorowskiego i Jana Turlejskiego, zainteresował się ideologią komunistyczną. 
W 1942 wstąpił do Polskiej Partii Robotniczej. Organizował struktury Gwardii Ludowej i PPR w okręgu Warszawa Lewa Podmiejska (m.in. na terenie okręgu żyrardowskiego). Od 1943 funkcjonariusz PPR na powiat warszawski. Od 1945 był pracownikiem aparatu partyjnego KC PPR, m.in. kierownikiem Wydziału Administracyjno-Samorządowego KC PPR. W styczniu 1945 został przewodniczącym prezydium nowo powołanej Warszawskiej Wojewódzkiej Rady Narodowej (dla województwa warszawskiego, początkowo z siedzibą w Pruszkowie). W latach 1948–1949 sekretarz Komitetu Wojewódzkiego PZPR w Bydgoszczy, w latach 1949–1950 sekretarz Komitetu Warszawskiego. W latach 1950–1956 zatrudniony w przemyśle, w Warszawskiej Fabryce Maszyn Tytoniowych oraz ponownie w Zakładach „Ursus”. W latach 1956–1967 sekretarz, a w okresie od 26 kwietnia 1967 do 17 lutego 1971 pierwszy sekretarz Warszawskiego Komitetu Wojewódzkiego PZPR. 
Inżynier mechanik, absolwent Politechniki Warszawskiej (1955). Od 1948 członek Polskiej Zjednoczonej Partii Robotniczej; był członkiem Centralnej Komisji Rewizyjnej PZPR (1948–1954) oraz członkiem Komitetu Centralnego (1964–1981).
W latach 1971–1985 członek Rady Państwa. Zasiadał także w Wojewódzkim Komitecie Frontu Jedności Narodu. W 1981 był członkiem tzw. Komisji Grabskiego powołanej przez Komitet Centralny PZPR w celu ustalenia odpowiedzialności osobistej członków ekipy Edwarda Gierka.
W latach 1944–1952 i 1961–1985 poseł kolejno do Krajowej Rady Narodowej, na Sejm Ustawodawczy oraz Sejm PRL III, IV, V, VI, VII i VIII kadencji. W ciągu długiego okresu pełnienia mandatu poselskiego wielokrotnie był przewodniczącym komisji: w latach 1945–1946 Komisji Administracji i Bezpieczeństwa (KRN), w latach 1947–1948 Komisji Organizacyjno-Samorządowej, w latach 1948–1949 komisji Samorządowej (Sejm Ustawodawczy), w latach 1964–1965 Komisji Przemysłu Ciężkiego, Chemicznego i Górnictwa (Sejm III kadencji), w latach 1972–1976 Komisji Przemysłu Ciężkiego i Maszynowego (VI kadencja), w latach 1976–1984 Komisji Przemysłu Ciężkiego, Maszynowego i Hutnictwa (VII i VIII kadencja), a w latach 1984–1985 Komisji Przemysłu (VIII kadencja).
Działał w organizacji kombatanckiej Związek Bojowników o Wolność i Demokrację, w latach 1974–1990 zasiadał w prezydium Rady Naczelnej (wybierany na kongresach w 1974, 1979 i 1985). W sierpniu 1984 wszedł w skład Obywatelskiego Komitetu Obchodów 40. Rocznicy Powstania Warszawskiego. 28 listopada 1988 wszedł w skład Honorowego Komitetu Obchodów 40-lecia Kongresu Zjednoczeniowego PPR – PPS – powstania PZPR.
Mieszkał w Warszawie. Żonaty z Eugenią Szafrańską z domu Szoplik (1910–2014). Pochowany 18 listopada w Cmentarzu Wojskowym na Powązkach w Warszawie (kwatera A 3 Tuje rz. 1 m. 26).

## Wybrane ordery i odznaczenia
- Order Budowniczych Polski Ludowej (1974)[10]
- Krzyż Komandorski z Gwiazdą Orderu Odrodzenia Polski (1964)[11]
- Order Sztandaru Pracy I klasy
- Order Krzyża Grunwaldu III klasy
- Medal 30-lecia Polski Ludowej (1974)[12]
- Medal 40-lecia Polski Ludowej (1984)[13]
- Medal Zwycięstwa i Wolności 1945
- Medal im. Ludwika Waryńskiego (1986)[14]
- Złoty Medal „Za zasługi dla obronności kraju”
- Srebrny Medal „Za zasługi dla obronności kraju”
- Brązowy Medal „Za zasługi dla obronności kraju”
- Odznaka 1000-lecia Państwa Polskiego (1966)[15]
- Pamiątkowy Medal z okazji 40. rocznicy powstania Krajowej Rady Narodowej (1983)[16]
- Odznaka „Za Zasługi dla ZBoWiD”
- Medal pamiątkowy „40-lecia PZPR” (1988)[17]
- Złota odznaka honorowa „Za Zasługi dla Warszawy” (1968)[18]
- Złota odznaka „Za zasługi dla województwa warszawskiego” (1962)[19]
- Medal pamiątkowy „Za zasługi dla Warszawskiego Okręgu Wojskowego” (1970)[20]
- Pamiątkowy Medal z okazji 25-lecia wyzwolenia Pruszkowa (1970)[21]
- Medal „40. rocznica Wyzwolenia Czechosłowacji przez Armię Radziecką” (Czechosłowacja, 1985)
- Medal jubileuszowy „W upamiętnieniu 100-lecia urodzin Władimira Iljicza Lenina” (ZSRR, 1970)[22]
- Medal jubileuszowy „Czterdziestolecia zwycięstwa w Wielkiej Wojnie Ojczyźnianej 1941–1945” (ZSRR, 1985)[23]
- tytuł Honorowego Obywatela Miasta Żyrardowa[3]
- Honorowy Obywatel Pruszkowa (1969)[24]
- wiele innych odznaczeń państwowych, resortowych, organizacyjnych, regionalnych i zagranicznych